# Saint-Félix-de-Foncaude
Saint-Félix-de-Foncaude is een gemeente in het Franse departement Gironde (regio Nouvelle-Aquitaine) en telt 277 inwoners (2005). De plaats maakt deel uit van het arrondissement Langon.

## Geografie
De oppervlakte van Saint-Félix-de-Foncaude bedraagt 10,2 km², de bevolkingsdichtheid is 27,2 inwoners per km².
De onderstaande kaart toont de ligging van Saint-Félix-de-Foncaude met de belangrijkste infrastructuur en aangrenzende gemeenten.

## Demografie
Onderstaande figuur toont het verloop van het inwonertal (bron: INSEE-tellingen).